# 沫蝉总科
沫蟬总科（學名：Cercopoidea）为半翅目头喙亚目的昆虫。成蟲可跳至比身高及身長多幾倍的高度和長度，但牠們更廣為人知的特點，是牠們的幼蟲會分泌白色泡沫裹住身體，並且會吸啜植物的汁液，直到羽化成蟲才離開。

## 棲息地
本科物種的棲息地以陸地為主，但也有部分物種棲息於鹽沼地，被歸類為海洋昆蟲。

## 外部連結
- 農業重要飛蝨、葉蟬與沫蟬類昆蟲之診斷鑑定概說 （页面存档备份，存于）